# Baiona (França)
Baiona (em francês:  Bayonne; em basco:  Baiona e em castelhano:  Bayona) é uma cidade e uma comuna francesa no Sul de França, perto da fronteira com Espanha na confluência dos rios Nive e Adour, no departamento dos Pirenéus Atlânticos, contando com uma população de cerca de 44 mil habitantes. Está integrada à região histórica do País Basco francês, chamado Iparralde. Forma juntamente com Anglet (Angelu) e Biarritz (Miarritze) a maior aglomeração urbana de Iparralde.
Localizada no sul de França, na costa próxima da fronteira espanhola, a cidade de Baiona tem uma população de 44 mil habitantes e tem crescido constantemente. Parte de uma área urbana alargada de 120000 habitantes, Bayonne é um centro de turismo, administração, comércio, cultura e uma zona universitária. A cidade foi fortificada nos tempos Romanos, quando uma fortaleza foi erigida no promontório com vista para os rios Nive e Adour, até ao início do século XX, quando as muralhas foram parcialmente removidas para albergar a expansão da cidade. 